# پل روور
پل روور (انگلیسی: Paul Röwer؛ زادهٔ ۲۶ مهٔ ۱۹۹۵) بازیکن فوتبال اهل آلمان است.
از باشگاه‌هایی که در آن بازی کرده‌است می‌توان به باشگاه فوتبال انرژی کوتبوس اشاره کرد.